# Rangierbahnhof Basel Badischer Bahnhof
Der Rangierbahnhof Basel Badischer Bahnhof (kurz: Rangierbahnhof Basel Bad Bf oder Basel Bad Rbf) war ein Rangierbahnhof im schweizerischen Basel und im deutschen Weil am Rhein. Er wurde in den 1990er Jahren geschlossen. Auf dem Gelände wurde 1999 ein Containerumschlagbahnhof eröffnet, heute das DUSS-Terminal Basel – Weil am Rhein. Es handelt sich um ein Umschlagterminal für den Containerverkehr, welches ganzzugfähig ist, und gehört zu den elf Großhubs der DB-Tochtergesellschaft DUSS (Deutsche Umschlaggesellschaft Schiene-Straße)
Der Rangierbahnhof (inoffiziell: Rangierbahnhof Weil am Rhein, Rangierbahnhof Basel-Weil) in der südbadischen Stadt Weil wurde 1913 eröffnet, was die Gemeinde nachfolgend zu einer Eisenbahnerstadt machte. Ein Teil des Bahnhofs lag im deutschen Weil am Rhein, ein anderer im schweizerischen Basel. Nördlich des Rangierbahnhofs befinden sich der Bahnhof Haltingen und das Bahnbetriebswerk Haltingen, östlich der Personenbahnhof Weil am Rhein, und südlich Basel Badischer Bahnhof sowie der ehemalige Güterbahnhof.
Der im Grenzgebiet zwischen Deutschland, Schweiz und Frankreich gelegene heutige Umschlagbahnhof liegt auf der Nord-Süd-Schienenachse Frankfurt-Basel und ist damit an die norditalienischen Industriezentren angeschlossen. Das DUSS-Terminal gilt als eine wichtige logistische Drehscheibe für den transalpinen Güterverkehr aus und in die Schweiz. Zusammen mit dem Rheinhafen Weil am Rhein bietet es außerdem eine Umsteigemöglichkeit auf Feeder-Verkehr.

## Geschichte

### Bahnknotenpunkt Basel-Weil
Im Zuge der Verlegung des ersten Badischen Bahnhofs, der damals an der heutigen Mustermesse stand, wurde mit einem Investitionsvolumen von 53,1 Millionen Reichsmark der seinerzeit teuerste und umfangreichste Bahnhof der Großherzoglich Badischen Staatseisenbahnen errichtet. Der neue Badische Bahnhof wurde am 13. September 1913 eröffnet. Im Zuge der Pläne wurde auch der alte Bahnhof in Weil-Leopoldshöhe vollkommen umgestaltet. Der neu erbaute Bahnhof Weil-Leopoldshöhe wurde bereits am 20. November 1911 dem Betrieb übergeben.
Der Güterbahnhof des Badischen Bahnhofs wurde am 15. Dezember 1905 eröffnet.
1909 legte die Badische Staatsbahn den Schweizer Behörden entsprechende Pläne vor, die einen vier Kilometer langen und 200 Meter breiten Rangierbahnhof zwischen der Wiese und Haltingen projektierte. Der Bahnhof wurde in den Verträgen betreffend den Rangierbahnhof, die zwischen Deutschland und der Schweiz abgeschlossen werden mussten, als Basel Badischer Verschubbahnhof bezeichnet.

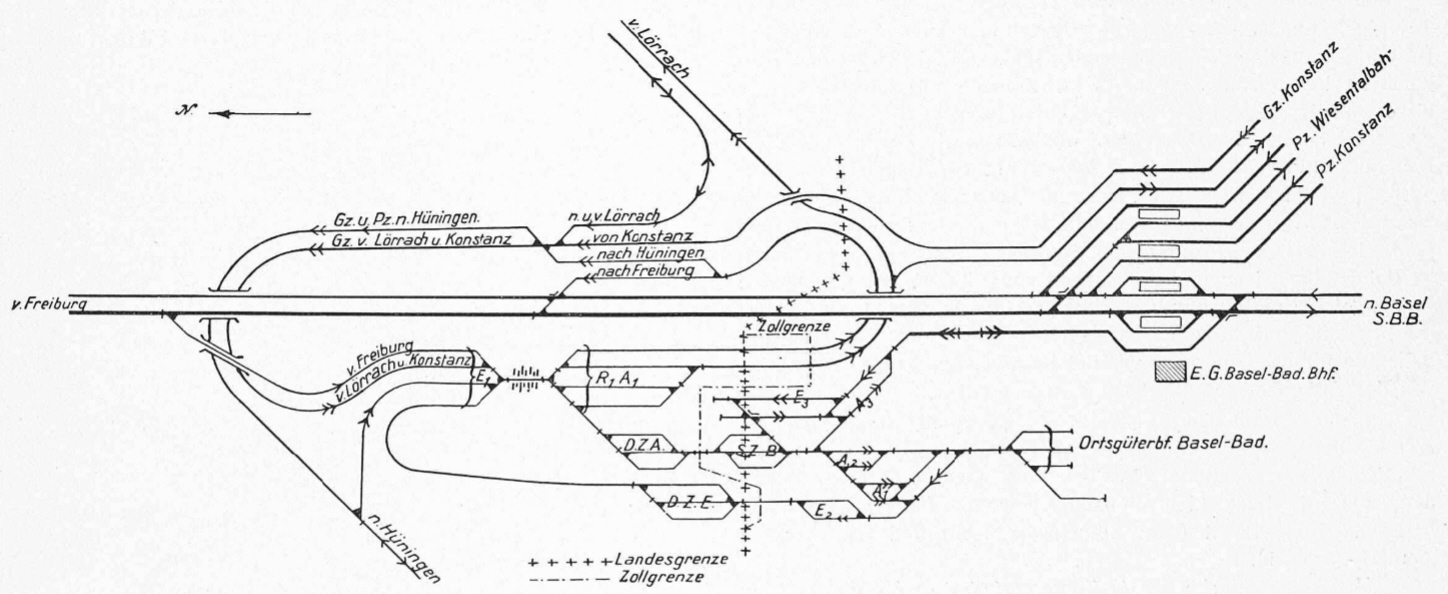
Gleisschema der drei Badischen Bahnhöfe in Basel und Weil (1914)

Das 1913 insgesamt 235 Hektar große Bahnhofsgelände der drei Badischen Bahnhöfe in Basel und Weil teilten sich die Schweiz mit 98 Hektar und das Land Baden mit 137 Hektar in den Gemeinden Haltingen und Weil. Insgesamt wurden für den Bau des einseitigen Rangierbahnhofs mit Arbeitsrichtung Nord > Süd 191 Kilometer Gleise und 835 Weichen verlegt sowie 652.000 Kubikmeter Geröll, Kies und Sand von den Schotterterrassen abgetragen und in das tieferliegende Gebiet bei Basel transportiert. Um die Anlagen zu realisieren, mussten 17 Eisenbahnbrücken, fünf Straßenbrücken und mehrere Tunnels gebaut werden. Neben den üblichen Bestandteilen eines Rangierbahnhofes: Einfahrgruppe, Richtungsgruppe und Ausfahrgruppe wurden neben weiteren Gleisgruppen für die Nachsortierung, auch Anlagen für die Zollbehörden Deutschlands und der Schweiz eingerichtet, um den grenzüberschreitenden Verkehr abzuwickeln. Die Anlage als einseitiger Rangierbahnhof bedingte den Bau dreier Wendeschleifen. Dabei diente die nördliche, noch genutzte Schleife der Zuführung der von Süden (Schweiz) und Osten (Hochrhein) zulaufenden Züge zur nördlich gelegenen Einfahrgruppe, während die stillgelegte südliche Schleife auf Schweizer Gebiet die ausfahrenden Züge in Richtung Norden (Oberrhein) und Osten führte. Eine weitere, im Nordwesten gelegene Schleife führte Wagengruppen aus dem Güterbahnhof der Einfahrgruppe zu.
In Haltingen entstanden zusätzlich ein Bahnbetriebswerk mit Lokomotivschuppen für 32 Lokomotiven und entsprechende Werkstätten. In Weil wurden Wohnsiedlungen für Bedienstete der Eisenbahn, deren Angehörige und Pensionäre errichtet. Viele zogen von Basel nach Weil um. Eine weitere Bahnarbeitersiedlung entstand in Haltingen, es ist das Gebiet Im Rad, das von der nördlichen Kehrschleife umgeben ist und aus der Luft betrachtet einen Kreis bildet. Zeitweise wohnten bis zu 10.000 Bahnangehörige am Bahnknotenpunkt Basel-Weil.
In Haltingen entstand neben einer neuen Güterhalle ein zweites Stationsgebäude für den Haltepunkt Haltingen Süd an der Bahnstrecke St. Ludwig–Leopoldshöhe. Der Haltepunkt bestand nur von 1911 bis 1922. Er wurde auch „Süd-Bahnhof“ genannt.
Ehemaliger Bahnknotenpunkt Basel-Weil

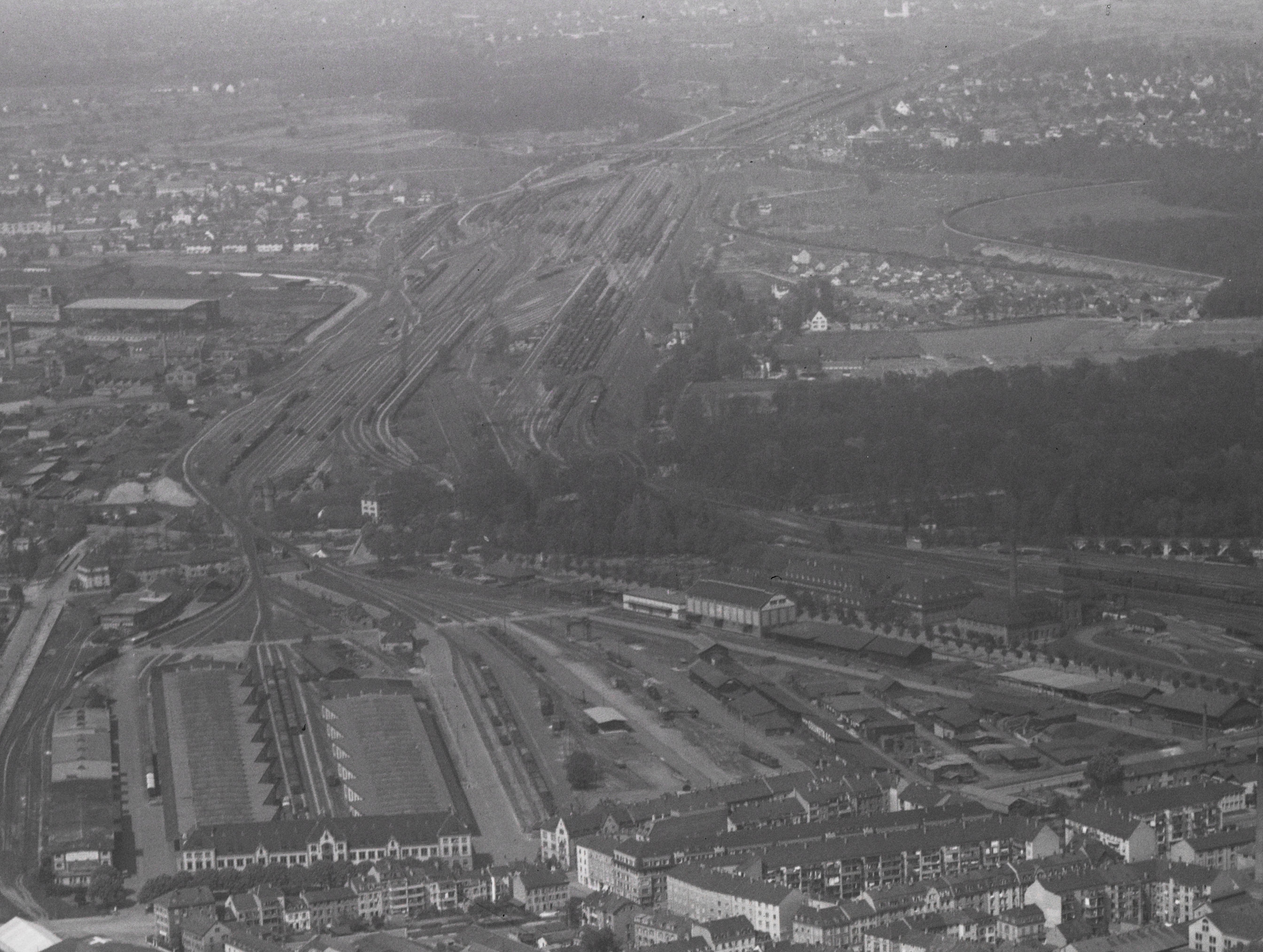
Güterbahnhof Basel Bad Bf im Vordergrund, im Hintergrund anschließend der Rangierbahnhof Basel Bad Bf, rechts die Einfahrt nach Basel Badischer Bahnhof (1946)

Seine Bedeutung hatte der Bahnknotenpunkt als Endpunkt und Grenzbahnhof des Güterverkehrs zur Schweiz auf der Badischen Hauptbahn von Mannheim oder Konstanz. Ferner waren auch die Wiesentalbahn, die Bahnstrecke Leopoldshöhe–Lörrach und die Strecke St. Ludwig–Leopoldshöhe über Weil am Rhein angebunden. Letztere war damals für den Güterverkehr aus dem Reichsland Elsaß-Lothringen bedeutend. Nach ihrer Schließung 1937 wurde 1938 die Hafenbahn zum neuen Rheinhafen Weil am Rhein über diesen Abzweig angeschlossen.
Der Bahnknotenpunkt umfasste:
- Basel Badischer Bahnhof, 1913 eröffnet – 2017 in Betrieb
- Bahnhof Weil-Leopoldshöhe, 1911 neu erbaut – 2017 in Betrieb
- Bahnhof Weil-Ost, 1977 geschlossen, für die S-Bahn Basel (Linie S5) reaktiviert
- Bahnhof Haltingen, bis 1913 erweitert – 2017 in Betrieb
- Haltepunkt Haltingen Süd, 1911–1922
- Basel Bad Rbf, 1913 eröffnet – geschlossen; seit 1999 Umschlagbahnhof / DUSS-Terminal
- Basel Bad Gbf, 1905 eröffnet – geschlossen und überbaut
- Bahnbetriebswerk Haltingen, 1913 eröffnet – 2017 in Betrieb

### Basel Badischer Rangierbahnhof
Am 15. September 1913 konnte der erste Abschnitt des neuen Rangierbahnhofs (Verschubbahnhof) in Betrieb genommen werden, am 1. und 16. Oktober 1913 folgten der zweite und der letzte Bauabschnitt. Der Bahnhof galt als europäische Musteranlage. Die Gleisschleifen, die sogenannte „Achterschleife“, im Norden (Haltingen) und im Süden wurden von den zu rangierenden Zügen in einer Richtung durchlaufen.
Die Leistungsfähigkeit des Rangierbahnhofs lag bei täglich 3.000 Wagen, aus denen täglich etwa 85 Züge gebildet werden konnten. Die 2,2 Kilometer lange Hafenbahn Kleinhüningen verbindet seit 1922 den Rangierbahnhof mit dem schweizerischen Rheinhafen Kleinhüningen. Der Rangierbetrieb dieser Züge findet heute im Rangierbahnhof Muttenz statt.

### Umgestaltung zum Umschlagbahnhof

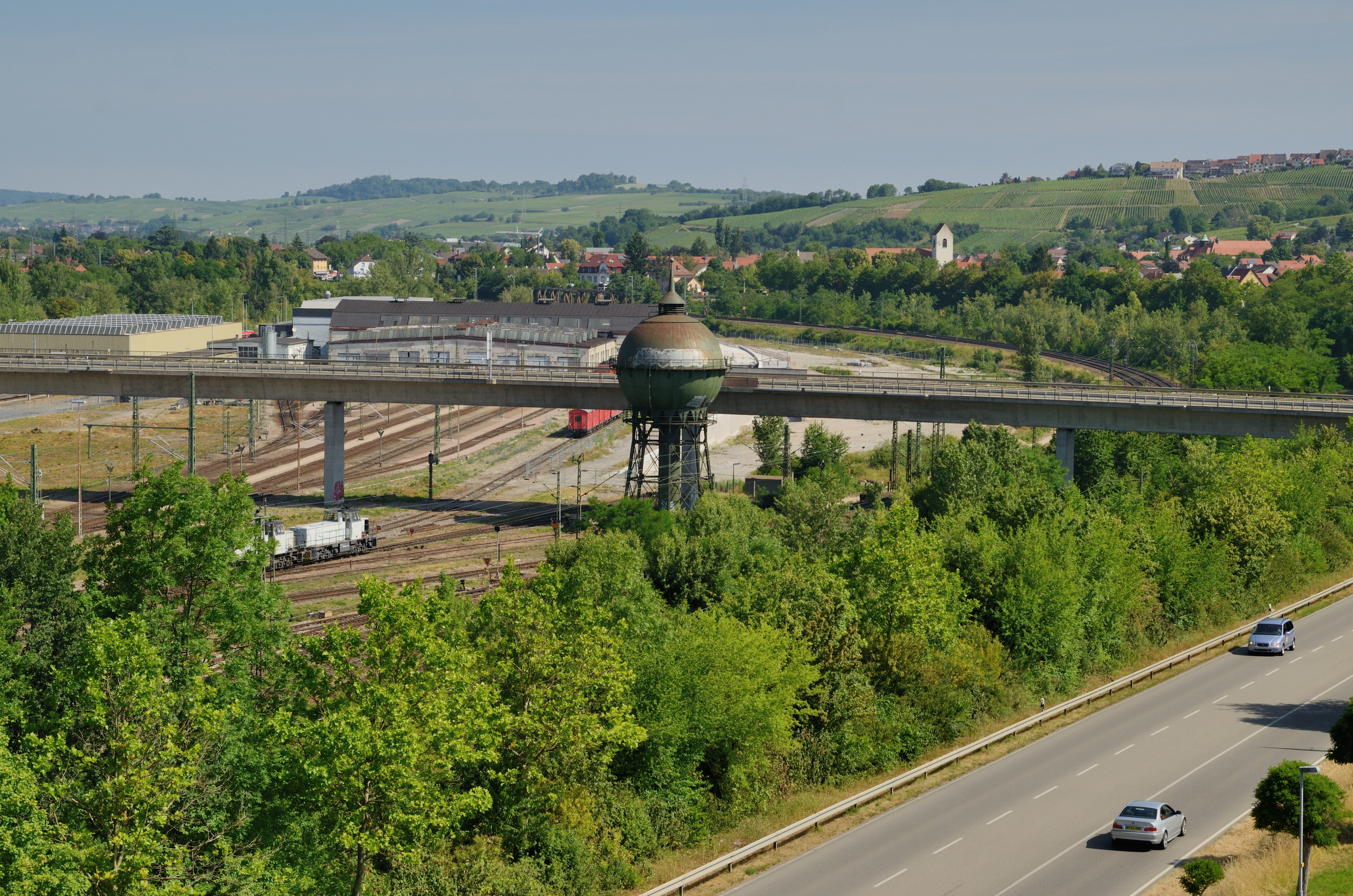
Bahnwasserturm Haltingen von 1913, im Hintergrund die nördlichste Einfahrschleife des alten Rangierbahnhofs, in dessen Mitte sich das Bahnbetriebswerk Haltingen befindet

Mit der Errichtung eines modernen Spurplan-Drucktastenstellwerks in Weil am Rhein im Sommer 1985 und eines Gleisbildstellwerks im Personenbahnhof Basel entfielen im Gegenzug alte Stellwerke zwischen Haltingen und Weil.
Im Zuge der Konzentration auf die Rangierbahnhöfe Mannheim und Muttenz nach 1987 ging die Bedeutung zurück und der Rangierbahnhof wurde geschlossen. Neben der Verlagerung auf den Bahnhof Muttenz nahm auch die Anzahl der Ganzzüge zu, so dass die Zahl der rangierten Waggons von täglich 2700 auf 700 bis 900 merklich abnahm. Aus diesen Gründen legte die Bundesbahndirektion Karlsruhe der Deutschen Bundesbahn (DB) im August 1988 einen Bericht über die Rahmenplanung für den Rangier- und Güterbahnhof Basel Badischer Bahnhof vor, der im Wesentlichen vier Punkte beinhaltete. Erstens sollte für die bereits reduzierten Gleisanlagen eine neue betriebliche Aufgabenteilung zwischen der DB und der SBB erfolgen. Zweitens sollte der Umschlagbahnhof für den kombinierten Ladungsverkehr (KLV) aus dem Güterbahnhof auf das Gelände des Rangierbahnhofs verlegt werden. Drittens war vorgesehen, ein Frachtzentrum für den KLV als Ersatz für die Umschlagshallen zu errichten. Viertens sollten die frei werdenden Flächen privaten, bahnbezogenen Drittnutzern, z. B. Speditionen, zur Verfügung gestellt werden. Eine ursprünglich geplante Rollende Landstraße wurde aus technischen Gründen wieder verworfen. Ohne die Anlagen für die Spediteure wurde die Gesamtheit aller geplanten Maßnahmen mit einer Investitionssumme von 70 Mio. DM veranschlagt.
Auf dem weitgehend brachliegenden Bahngelände in Basel und Weil am Rhein entstand 2007 für die bis zu 1500 Meter langen Güterzüge aufgrund Platzmangels auf der Schweizer Seite der neue Zugbildungsbahnhof der SBB Cargo.

## Basel Gateway Nord

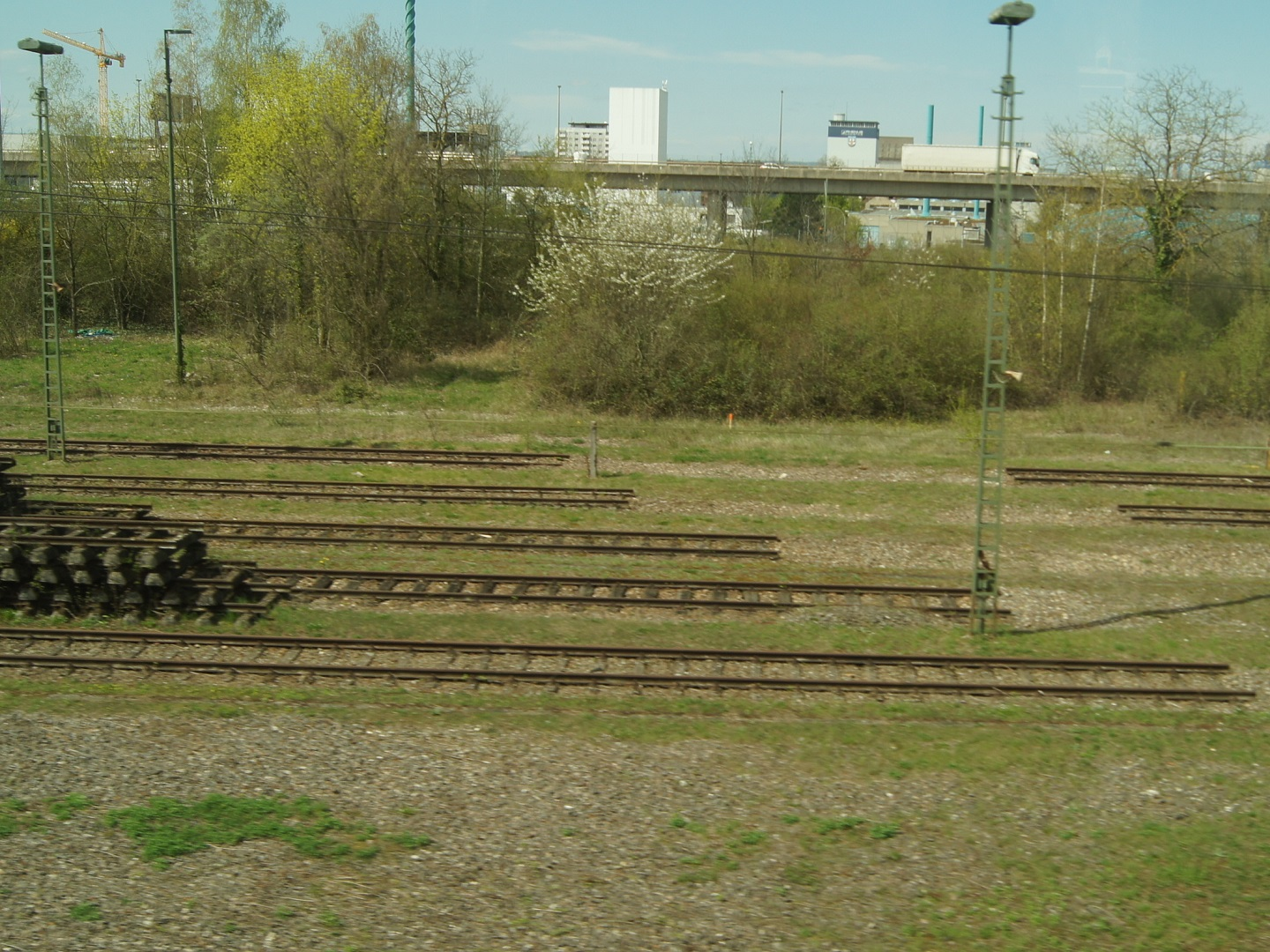
Schweizer Seite des Rangierbahnhofs (2018)

Auf Schweizer Seite soll ein weiterer Umschlagbahnhof auf den brachliegenden Flächen entstehen. Das Projekt trägt den Namen Gateway Basel Nord und ist als Großterminal für den Containerverkehr ausgelegt. Partner sind die Logistikunternehmen SBB Cargo, Hupac und Contargo. Im ersten Bauabschnitt sollen bis 2019 für 73 Millionen Franken (Stand 2016) zwei Verladeanlagen für 140.000 TEU-Einheiten entstehen. Für den zweiten Abschnitt ist bis 2021 ein Ausbau auf 210.000 TEU vorgesehen. Im folgenden Jahr ist ein trimodaler Ausbau auf 390.000 TEU mit insgesamt vier bis fünf Verladeanlagen geplant. Geplant ist bis zu diesem Zeitpunkt die Anlage eines dritten Hafenbeckens direkt an den Bahnanlagen. Die Anbindung an den Schweizer Verkehr erfolgt über die Bahnhauptachse Rotterdam-Basel-Genua via Gotthard-Basistunnel (NEAT) und die Autobahn A2. Im Sommer 2019 hat die Wettbewerbskommission Basel Gateway Nord ohne Auflagen abgesegnet.

## Anlage

### Allgemein
Der ehemalige Rangierbahnhof Basel-Weil umfasste 1991 ein Areal von 500.000 Quadratmetern und lag damals zu einem Drittel auf deutschem Gebiet. Die Summe aller Gleise beträgt 23,212 Kilometer, die Nutzlänge beträgt rund 16 Kilometer.
Am Umschlagbahnhof sind Schiene und Straße angeschlossen. Durch eine ein Kilometer lange neue Straßenanbindung besteht ein direkter Anschluss an die B532 und damit an die angrenzende Bundesautobahn A5. Damit lassen sich die Ortsteile Friedlingen und Leopoldshöhe umfahren.
Drei Schienenportalkräne können über Twistlock oder Greifzange die Güter verladen. Die Hubhöhe über der Schienenoberkante beträgt 12 Meter, die Tragfähigkeit am Ladegeschirr 41 Tonnen und die Spurweite 36,70 Meter. Die bedienbare Breite ist 51 Meter. Die maximale Ladekapazität des Terminals beträgt jährlich 130.000 Ladeeinheiten. Die kranbare Nutzlänge der Umschlaggleise umfasst viermal je 645 Meter bzw. zweimal je 550 Meter.
Die Gleise des neuen Umschlagbahnhofs befinden sich nur auf deutscher Seite. Die Zollabfertigung wurde auf der Landesgrenze errichtet. Auf Schweizer Seite entstanden Abstell- und Parkflächen für LKW und PKW.

### Empfangs- und Abfertigungsgebäude
In der Mitte des sogenannten Gatebereichs Süd steht das Eingangsgebäude, welches sowohl die Schalterabfertigung wie auch die Zoll- und Betriebsbüros beherbergt. Das zweigeschossige Gebäude ist etwa 14,5 Meter hoch.